# Penepodium egregium
Penepodium egregium är en biart som först beskrevs av De Saussure 1867.  Penepodium egregium ingår i släktet Penepodium och familjen grävsteklar. Inga underarter finns listade i Catalogue of Life.